# Yalıhüyük
Yalıhüyük là một huyện thuộc tỉnh Konya, Thổ Nhĩ Kỳ. Huyện có diện tích 93 km² và dân số thời điểm năm 2007 là 1778 người, mật độ 19 người/km².